# Papa Don't Take No Mess
"Papa Don't Take No Mess" é uma canção funk gravada por James Brown. Um versão editada da canção foi lançada como single de duas partes em 1974 e foi o último número um de Brown na parada R&B; também alcançou o número 31 da parada Billboard Hot 100. A versão completa, com quase 14 minutos de duração, está presente no álbum duplo Hell.
Assim como "The Payback," "Papa Don't Take No Mess" foi originalmente gravada e rejeitada como parte da trilha sonora do filme blaxploitation Hell Up in Harlem.

## Músicos
- James Brown - vocais

com Fred Wesley e os The J.B.'s:
- Fred Wesley - trombone
- Ike Oakley - trompete
- Maceo Parker - saxofone alto
- St. Clair Pinckney - saxofone tenor
- Jimmy Nolen - guitarra
- Hearlon "Cheese" Martin - guitarra
- Fred Thomas - baixo
- John "Jabo" Starks - bateria
- John Morgan ou Johnny Griggs - percussão[4]

Um solo de piano, performado por Brown, está incluso na versão mais longa que aparece no álbum Hell.

## Covers
Steely Dan fez uma versão cover desta canção no segmento introdutório de "Rarities night", concerto de Setembro de 2011.